# Municipio Páez (Portuguesa)
Páez es uno de los 14 municipios que forman parte del Estado Portuguesa, en el país sudamericano de Venezuela. Debe su nombre al militar y político venezolano José Antonio Páez.

## Geografía
El municipio se encuentra ubicado en la parte norte del Estado Portuguesa en los límites con el estado Cojedes. Tiene una superficie de 425 km² y una población de 177 175 habitantes (censo 2011). Su capital es el Acarigua. Está conformado por las parroquias Acarigua, Payara, Pimpinela y Ramón Peraza.

### Parroquias
1. Parroquia Acarigua
2. Parroquia Payara
3. Parroquia Pimpinela
4. Parroquia Ramón Peraza

### Demografía
Según el censo de población y vivienda de 2021, el municipio Páez cuenta con una población de 202 232 habitantes, lo que representa el 20,21 % del total de la población del estado Portuguesa. La densidad poblacional es de 475,84 hab/km². Del total de habitantes, el 49,64 % son hombres y el 51,36 % mujeres. En comparación con el censo de 2001, la proporción de la población del municipio dentro del total del estado ha disminuido en un 1,2 %.
En Páez hay 18 510 mujeres cabeza de familia y 45 373 núcleos familiares, que ocupan unas 49 497 unidades de vivienda (entre casas, quintas, ranchos y apartamentos). Una cuarta parte de la población tiene al menos un equipo de computadoras en su casa, y poco más del 17% acceso a internet, 95,35% al menos un aparato de televisión y más del 50% aire acondicionado, cuenta demás con un canal de televisión, como medio de comunicación regional, el cual lleva por nombre Urbano Televisión.

## Política y gobierno

### Alcaldes
| Período     | Alcalde                 | Partido político / Alianza | % de votos | Notas |
| ----------- | ----------------------- | -------------------------- | ---------- | --- |
| 1989 - 1992 | Tatiana Delgado de Niño | PCV                        | 35,83      | Primera alcaldesa bajo elecciones directas |
| 1992 - 1995 | Pedro Zapata            | AD                         | 34,99      | Segundo alcalde bajo elecciones directas |
| 1995 - 2000 | Dimas Salcedo Nadal     | COPEI                      | -          | Tercer alcalde bajo elecciones directas (se realizaron elecciones generales adelantadas en el 2000 debido a la aprobación de la Constitución de 1999) |
| 2000 - 2004 | Douglas Pérez           | MVR                        | 29,21      | Cuarto alcalde bajo elecciones directas |
| 2004 - 2008 | Zenaida Linárez         | MVR                        | 22,63      | Quinto alcalde bajo elecciones directas |
| 2008 - 2013 | Efrén Pérez             | MVR                        | 63,60      | Sexto alcalde bajo elecciones directas (se postergan 1 año las elecciones municipales pautadas para finales del 2012)                                 |
| 2013 - 2017 | Efrén Pérez             | PSUV                       | 67,78      | Reelecto |
| 2017 - 2021 | Efren Pérez             | PSUV                       | 87,65      | Reelecto |
| 2021 - 2025 | Rafael Torrealba        | PSUV                       | 64,47      | Séptimo alcalde bajo elecciones directas |

### Concejo municipal
Período 1989 - 1992
| Concejales:            | Partido político / Alianza |
| ---------------------- | -------------------------- |
| Pedro Zapata           | AD                         |
| Elías Salcedo          | AD                         |
| Beatriz Vergara        | AD                         |
| Marcelo Catari         | PCV                        |
| Francisco Herrera      | PCV                        |
| Édgar Quero            | MAS                        |
| Manuel Darío Mejías    | MAS                        |
| Judith Turbay de Bello | COPEI                      |
| Beltrán Velásquez      | COPEI                      |

Período 1992 - 1995
| Concejales:          | Partido político / Alianza |
| -------------------- | -------------------------- |
| Jesús Orlando Perozo | AD                         |
| Beatriz Vergara      | AD                         |
| Gerarmel De Armas    | AD                         |
| José Gregorio Zerpa  | AD                         |
| Nohan Márquez        | AD                         |
| José Velásquez       | AD                         |
| Antonio Gámez        | COPEI                      |
| José Nicolás Lucena  | COPEI                      |
| Rosalba de Ganaim    | MAS                        |

Período 1995 - 2000
| Concejales:          | Partido político / Alianza |
| -------------------- | -------------------------- |
| Jesús Orlando Perozo | AD                         |
| Gerarmel De Armas    | AD                         |
| José Gregorio Zerpa  | AD                         |
| Beatriz Vergara      | AD                         |
| Nohan Márquez        | AD                         |
| José Velásquez       | AD                         |
| Hugo Castillo        | COPEI                      |
| José Coromoto Merlo  | MAS                        |
| Jerry Caldera        | CONVERGENCIA               |

Período 2000 - 2005
| Concejales:         | Partido político / Alianza |
| ------------------- | -------------------------- |
| Carlos Briceño      | MVR                        |
| José Vicente Parra  | MVR                        |
| Milagro Díaz        | MVR                        |
| Alfredo Querales    | MVR                        |
| José Armando Mora   | MVR                        |
| Hermes Sánchez      | MVR                        |
| José Coromoto Merlo | MAS                        |
| José Perez          | COPEI                      |
| Gustavo Rojas       | AD                         |

Periodo 2005 - 2013
| Concejales:           | Partido político / Alianza |
| --------------------- | -------------------------- |
| Frank González        | MVR                        |
| José Vicente Parra    | MVR                        |
| Milagro Díaz          | MVR                        |
| Deiby Méndez          | MVR                        |
| Demetrio Hernández    | MVR                        |
| Héctor Escalona       | PCV                        |
| Manuel Vargas         | PCV                        |
| José Gregorio Linárez | PODEMOS                    |
| José Coromoto Merlo   | PODEMOS                    |

Período 2013 - 2018
| Concejales         | Partido político / Alianza |
| ------------------ | -------------------------- |
| Sulay Vargas       | PSUV                       |
| Naudy López        | PSUV                       |
| José Carrillo      | PSUV                       |
| Yuris Mendoza      | PSUV                       |
| Laura Guédez       | PSUV                       |
| Willy Jiménez      | PSUV                       |
| Luisa Velásquez    | PSUV                       |
| Joel Soto          | PSUV                       |
| Demetrio Hernández | PSUV                       |

Período 2018 - 2021
| Concejales       | Partido político / Alianza |
| ---------------- | -------------------------- |
| Johangli Yepez   | PSUV                       |
| Delfina Sánchez  | PSUV                       |
| Heriberto Velosa | PSUV                       |
| Juan Arias       | PSUV                       |
| Naudy López      | PSUV                       |
| Yanetsy Torres   | PSUV                       |
| Nereida Aguin    | PSUV                       |
| Joel Soto        | PSUV                       |
| Yusmery Escobar  | PSUV                       |

Período 2021 - 2025
| Concejales         | Partido político / Alianza |
| ------------------ | -------------------------- |
| Grey Pérez         | PSUV                       |
| Dennys Sanchez     | PSUV                       |
| Aliyet Alvarado    | PSUV                       |
| Diosely César      | PSUV                       |
| Juan Castillo      | PSUV                       |
| Lisdannia Martínez | PSUV                       |
| Denwys Ríos        | PSUV                       |
| Deibis Gómez       | PSUV                       |
| Luis Becerra       | PSUV                       |